# 克劳斯-迪特尔·路德维希
克劳斯-迪特尔·路德维希（德語：Klaus-Dieter Ludwig，1943年1月2日—2016年5月18日），德国男子赛艇运动员。他曾代表东德参加1972年和1980年夏季奥林匹克运动会赛艇比赛，获得一枚金牌和一枚银牌。